# Caralluma tuberculata
Caralluma tuberculata är en oleanderväxtart som beskrevs av Nicholas Edward Brown. Caralluma tuberculata ingår i släktet Caralluma och familjen oleanderväxter. Inga underarter finns listade i Catalogue of Life.